# Bånholmen, Lovisa
Bånholmen är en ö i Finland. Den ligger i Finska viken och i kommunen Lovisa i den ekonomiska regionen  Lovisa i landskapet Nyland, i den södra delen av landet. Ön ligger omkring 67 kilometer öster om Helsingfors.
Öns area är 2 hektar och dess största längd är 220 meter i öst-västlig riktning. Närmaste större samhälle är Lovisa, 14,6 km norr om Bånholmen.